# Callophyllis
Callophyllis é um genêro de alga vermelha da família Kallymeniaceae. Diversas espécies são exploradas como algas comestíveis sobre o nome comum carola, ou mais comumente Callophyllis variegata.